# 덕포여자중학교
덕포여자중학교(德浦女子中學校)는 대한민국 부산광역시 사상구 덕포동에 있는 공립 중학교이다.

## 학교 연혁
- 1982년 12월 27일 : 덕포여자중학교 설립 인가(학년당 10학급, 총 30학급)
- 1983년 3월 5일 : 개교 및 제1회 입학식(학생수 618명)
- 2011년 3월 1일 : 교과교실제(과목중점형) 운영
- 2013년 2월 15일 : 사상지구 공교육만족프로젝트 선도학교 운영(~2017.02.28.)
- 2014년 12월 31일 : 다목적실 완공, 교내환경 녹화사업(야외학습장)
- 2016년 10월 30일 : 급식실 현대화사업, 기술실, 가정실, 역도실 구축
- 2021년 9월 1일 : 제16대 안명희 교장 취임
- 2021년 10월 18일 : 2022부산 다행복학교 지정기간 연장(2022.3.1.~2026.2.28.) 다행복나눔학교
- 2022년 2월 28일 : 블랜디드 교실 구축 완료
- 2024년 3월 4일 : 제42회 입학식(3학급 61명)
- 2025년 1월 7일 : 제40회 졸업식(졸업생 53명, 누계 13,206명)

## 참고 자료
- 덕포여자중학교 - 한국교육학술정보원 학교알리미